# Sumur

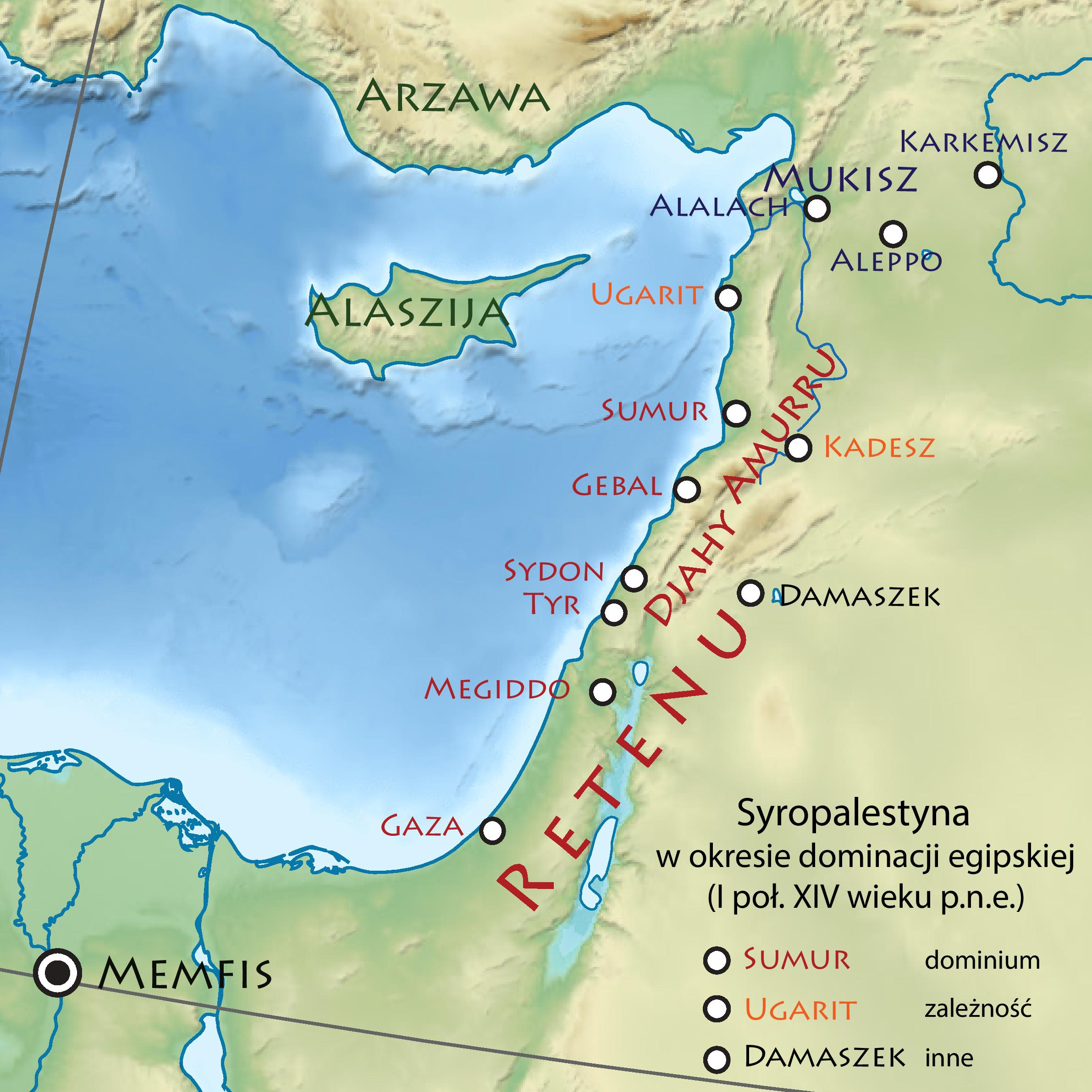
Sumur na mapie Syropalestyny w I poł. XIV wieku p.n.e.

Sumur – w 2 połowie II tys. p.n.e. miasto w Syropalestynie, na wybrzeżu Morza Śródziemnego, identyfikowane ze stanowiskiem Tell Kazel leżącym u ujścia rzeki Nahr el-Kabir w Libanie. 
Podległe Egiptowi, miasto Sumur zajmowało ważną strategiczną pozycję leżąc przy północnej granicy syryjskiego terytorium kontrolowanego przez Egipt. Za rządów faraona Amenhotepa III (1390-1352 p.n.e.) kontrolę nad nim przejął Abdi-Aszirta, władca syryjskiego państwa Amurru, wykorzystując nieobecność Pahhanate, miejscowego egipskiego zarządcy. Abdi-Aszirta użył Sumur jako bazy dla swych przyszłych operacji wojskowych, utrzymując jednocześnie pozory lojalności wobec faraona. W czasie okupacji Sumur przez Abdi-Aszirtę miasto to – z nieznanych bliżej powodów – odwiedził Tuszratta, król Mitanni i sojusznik Egiptu. Po śmierci Abdi-Aszirty Egipcjanie odzyskali kontrolę nad miastem, umieszczając w nim swój garnizon. Wkrótce później Sumur wpadło w ręce Aziru, syna Abdi-Aszirty, który, podobnie jak jego ojciec, utrzymywał pozory lojalności wobec Egiptu, rządzonego teraz przez Echnatona (1352-1336 p.n.e.). W swych listach do faraona skarżył się on na wrogość miejscowych urzędników egipskich, przyrzekając jednocześnie, iż odbuduje Sumur, które po jego oblężeniu i okupacji zostało zrujnowane. 
Niektórzy uczeni próbują identyfikować Sumur z miastami wzmiankowanymi w późniejszych źródłach pisanych: średnioasyryjskim Sumri, nowoasyryjską Simirrą i klasyczną Simyrą.